# Аббасов, Фарид Ханлар оглы
Фарид Ханлар оглы́ Абба́сов (азерб. Fərid Xanlar oğlu Abbasov; род. 31 января 1979, Баку, Азербайджанская ССР) — азербайджанский шахматист, гроссмейстер (2007). Тренер сборной Азербайджана по шахматам, среди детей до 10 лет.

## Достижения
- 1994 — Бронзовый призёр Московского турнира Кремлёвские звёзды;
- 1997 — Серебряный призёр чемпионата Европы среди юношей до 18 лет;
- 2001 — Победитель отборочного турнира к чемпионату Европы среди мужчин,
- 2004 — 2 место в турнире «Fajr Open» (Иран);
- 2004 — 1 место в круговом турнире с гроссмейстерской нормой, г.Алушта (Украина);
- 2006 — 1 место в турнире «Кубок Хазара» (Иран);
- 2006 — 1 место в турнире «Konya Open» (Турция);
- 2007 — 1 место в турнире «XV Troya Chess Tournament» (Турция);
- 2007 — 1 место в международном турнире в г. Киреевске (Россия);
- 2007 — 2 место в международном турнире с гроссмейстерской нормой в г.Тула (Россия);
- 2007 — 1 место в турнире «Open Rohde 2007», (Франция);
- 2008 — 1-2 места в турнире «7eme open international» (Франция).

## Изменения рейтинга
| Графики недоступны из-за технических проблем. См. информацию на Фабрикаторе и на mediawiki.org. |